# Kra

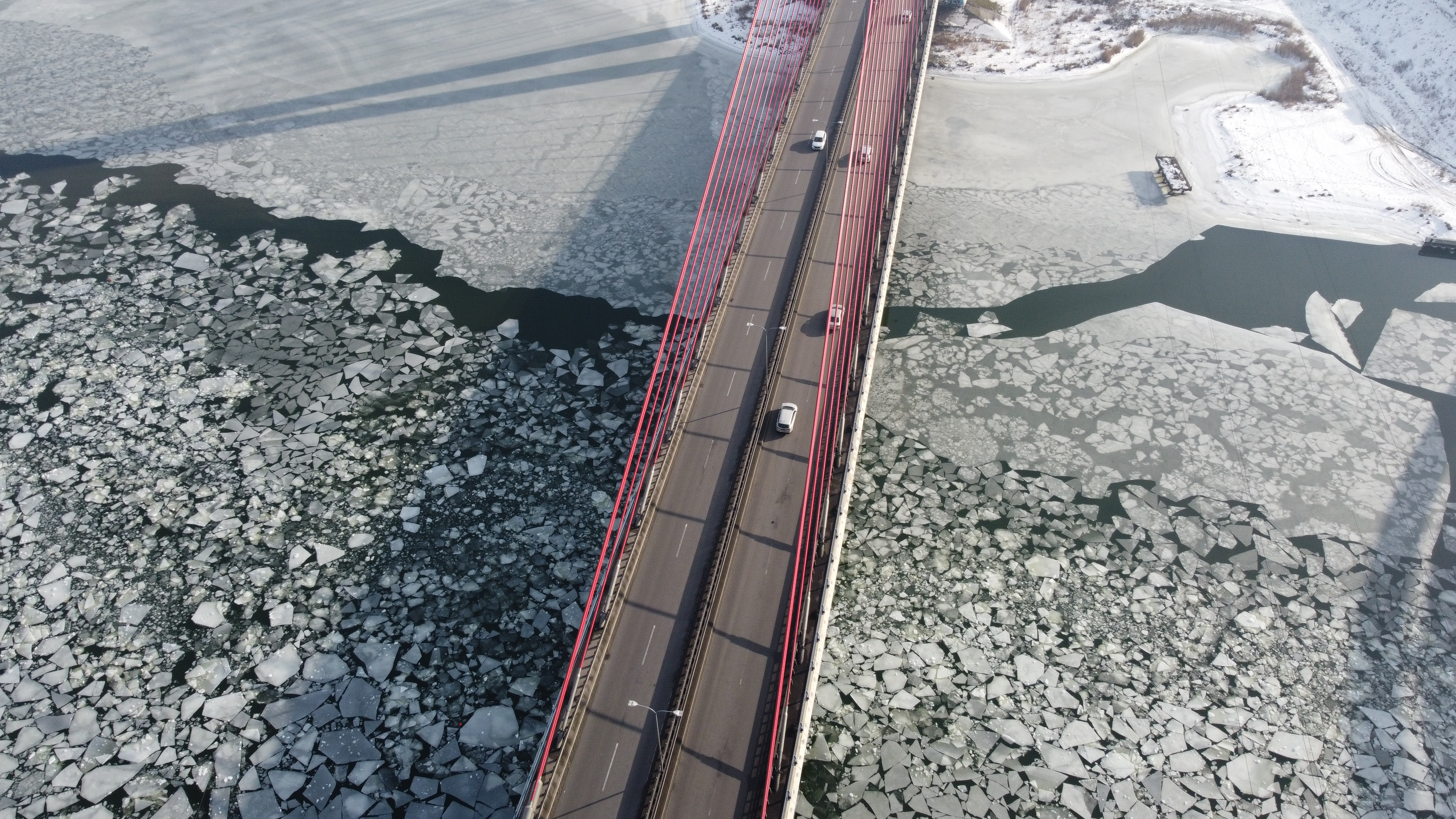
Kry lodowe na Martwej Wiśle

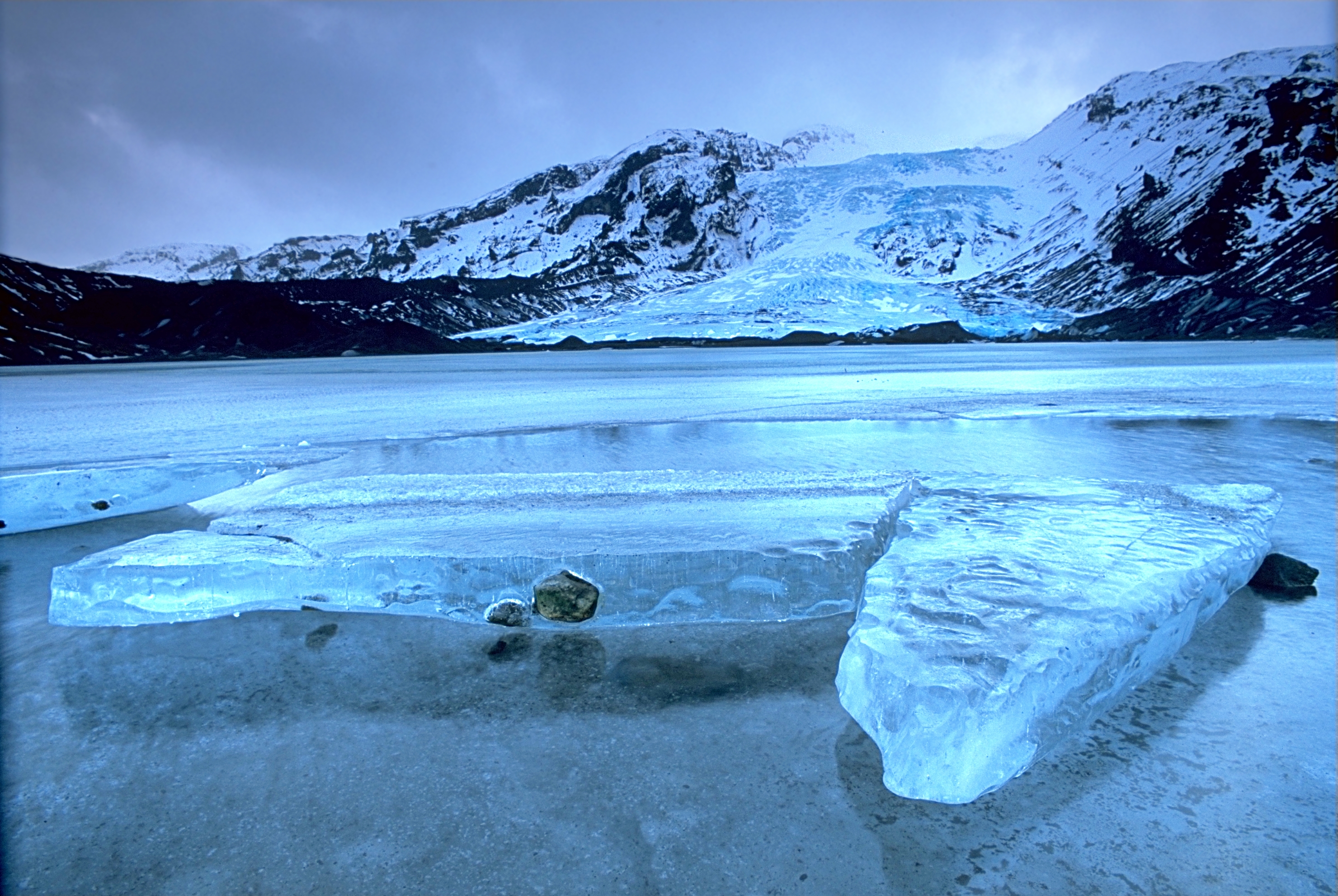
Kra lodowcowa

Kra jest określeniem zjawiska geologicznego lub hydrologicznego, w którym wolnopłynące (dryfujące) po obszarach obniżonej lepkości powierzchniowe fragmenty (płyty) różnych kształtów i rozmiarów mogące przemieszczać się poziomo, tworzą się poprzez odłamywanie od pokrywy.
W zależności od składu rozróżniamy m.in.:
- kry powstałe z tafli pokrywy lodowej, które można podzielić na "małe" kry lodowe i "większe" kry lodowcowe,
- kry powstałe z pokrywy litosferycznej, które podzielono pod względem wielkości na kilka wielkich kier litosferycznych oraz kilkanaście małych zwanych mikropłytami.

## Kra w wodach powierzchniowych
- Kra lodowa – jest odłamkiem kruszejącej i cienkiej tafli lodu na rzece wolnopłynącej, jeziorze lub w morzu. Kry odłamują się pod wpływem nacisku lub temperatury (roztopy) i niesione prądem spływają wolno tarasując przy tym ruch rzeczny. Niektóre kry są na tyle duże i grube, że potrafią niszczyć mosty. Kry lodowe często mylone są ze śryżem.

- Kra lodowcowa (z lodu) jest wielkim, czasami nawet kilkukilometrowym odłamkiem kruszejącej pokrywy lodowej na lodowcach przenoszona prądami morskimi – w przeciwieństwie do góry lodowej płaska i powierzchniowa.

## Kra skalna
- Kra lodowcowa (skalna) to również wielki płat lub blok skalny wyrwany z podłoża i przeniesiony na znaczną odległość przez przesuwający się lądolód.

- Kra litosfery to ograniczony rozłamami wgłębnymi wielki fragment litosfery.